# Bahnhof Mellingen Heitersberg

Der Bahnhof Mellingen Heitersberg wurde am 12. Dezember 2004 eröffnet. Er ersetzte den Bahnhof Mellingen an der ehemaligen Nationalbahnstrecke, der zum selben Zeitpunkt geschlossen wurde. Er befindet sich in der Gemeinde Mellingen im Kanton Aargau in der Schweiz.

## Geschichte
Bereits beim Bau der Heitersbergstrecke, die im Jahr 1975 eröffnet wurde, wurde beim westlichen Portal des Heitersbergtunnels eine Haltestelle geplant. Es sollte aber fast 30 Jahre dauern, bis der Bahnhof Realität wurde. Im Dezember 2001 stellte der Aargauer Baudirektor Peter C. Beyeler das Konzept vor, welches aber politisch weder abgesichert noch finanziert war. Die S3 soll dabei die neu zu erstellende Haltestelle Mellingen Heitersberg stündlich bedienen. Ein Halbstundentakt schloss die SBB damals kategorisch aus, weil ein haltender Zug auf diesem Nadelöhr mehrere Trassen benötigt. Im Herbst 2002 hat dann der Grosse Rat des Kantons Aargau das Konzept gutgeheissen und die nötigen Kredite genehmigt. Die neue Haltestelle ermöglicht damit die vom Kanton gewünschte Stilllegung des Nationalbahn-Abschnittes Mellingen–Baden. Der Bau der Haltestelle war Bestandteil des Grossprojekts Bahn 2000.
Am 26. September 2003 begannen die Bauarbeiten, dazu gehörten auch die Anpassung der vorbeiführenden Hauptstrasse Fislisbach–Mellingen, die mit einem Kreisel für die Zufahrt zum Busbahnhof und zum Parkhaus versehen wurde. Für die Ausfahrt der Postautos wurde eine signalgesteuerte Einfahrt in dieselbe Strasse erstellt. Man erwartete damals 2500 bis 3500 Ein- und Aussteigende pro Tag. Die Kosten von 13,9 Mio. teilten sich die 14 Anliegergemeinden, der Kanton und die SBB.
Für die Eröffnung liessen sich die Gemeinden im Einzugsgebiet etwas Spezielles einfallen, in dem sie mit der ersten S-Bahn von Aarau kommend um 05:33 Uhr am Bahnhof eintrafen, um die offizielle Eröffnung um 05:45 Uhr zu vollziehen. Zu dieser Jungfernfahrt waren die Einwohner der umliegenden Gemeinden eingeladen. Die Festivitäten rund um die Eröffnung fanden dann am alten Bahnhof Mellingen statt, wo bei dieser Gelegenheit die Re 460 016 auf den Namen «Rohrdorferberg Reusstal» getauft wurde.
Ein Jahr nach der Eröffnung hat der Kanton Aargau erstmals Zahlen zur Nutzung veröffentlicht: an Werktagen stiegen rund 2200 Personen ein oder aus, Tendenz steigend. Wenn während der Hauptverkehrszeit stündlich zwei Züge verkehren, stiegen stündlich 300 bis 400 Personen ein oder aus. Tagsüber sank der Wert auf zirka 50 Personen pro Stunde. Im Vergleich dazu wurde der alte Mellinger Bahnhof laut einer SBB-Statistik von 2003 täglich nur von wenigen Dutzend Reisenden frequentiert.
Bei einer Zählung des Kantons am 12. Mai 2009 wurden 3042 Personen ermittelt, die ein- oder ausstiegen. Damit haben sich die Passagierzahlen in vier Jahren um 76 % erhöht. Gegenüber 2007 ergab sich eine Erhöhung um 18 %. Der Zuwachs an Reisenden konnte durch eine weitere Zählung im Jahre 2013 bestätigt werden, wobei insgesamt 3309 Personen zu- oder ausstiegen. Aufgrund der Lage ausserhalb von Wohngebieten benutzen die meisten Pendler den Bus, um den Bahnhof zu erreichen. Auch das Parkhaus ist mit 80 % gut ausgelastet.
Für die Region ist die Haltestelle somit innert kürzester Zeit ein wichtiger Standortfaktor geworden. So ist die Einwohnerzahl in Mellingen zwischen 2004 und 2013 um 400 Personen gestiegen. Noch deutlicher sind die Zuwachszahlen in Niederrohrdorf, hier haben sich im gleichen Zeitraum 900 Personen zusätzlich niedergelassen, womit die Einwohnerzahl auf 3600 gestiegen ist.

## Anlage
Der Bahnhof verfügt über zwei Gleise mit Aussenperrons, die über 300 Meter lang sind. Sie sind durch eine Unterführung mit Treppen und Rampen erschlossen. Angegliedert ist der Busbahnhof mit sechs Haltekanten sowie ein dreistöckiges Parkhaus Park+Rail mit 165 Parkplätzen und ein Coop Pronto mit Tankstelle. Ende 2024 wurde die Park+Rail-Anlage als erste mit einer Ladestation für E-Autos ausgerüstet.

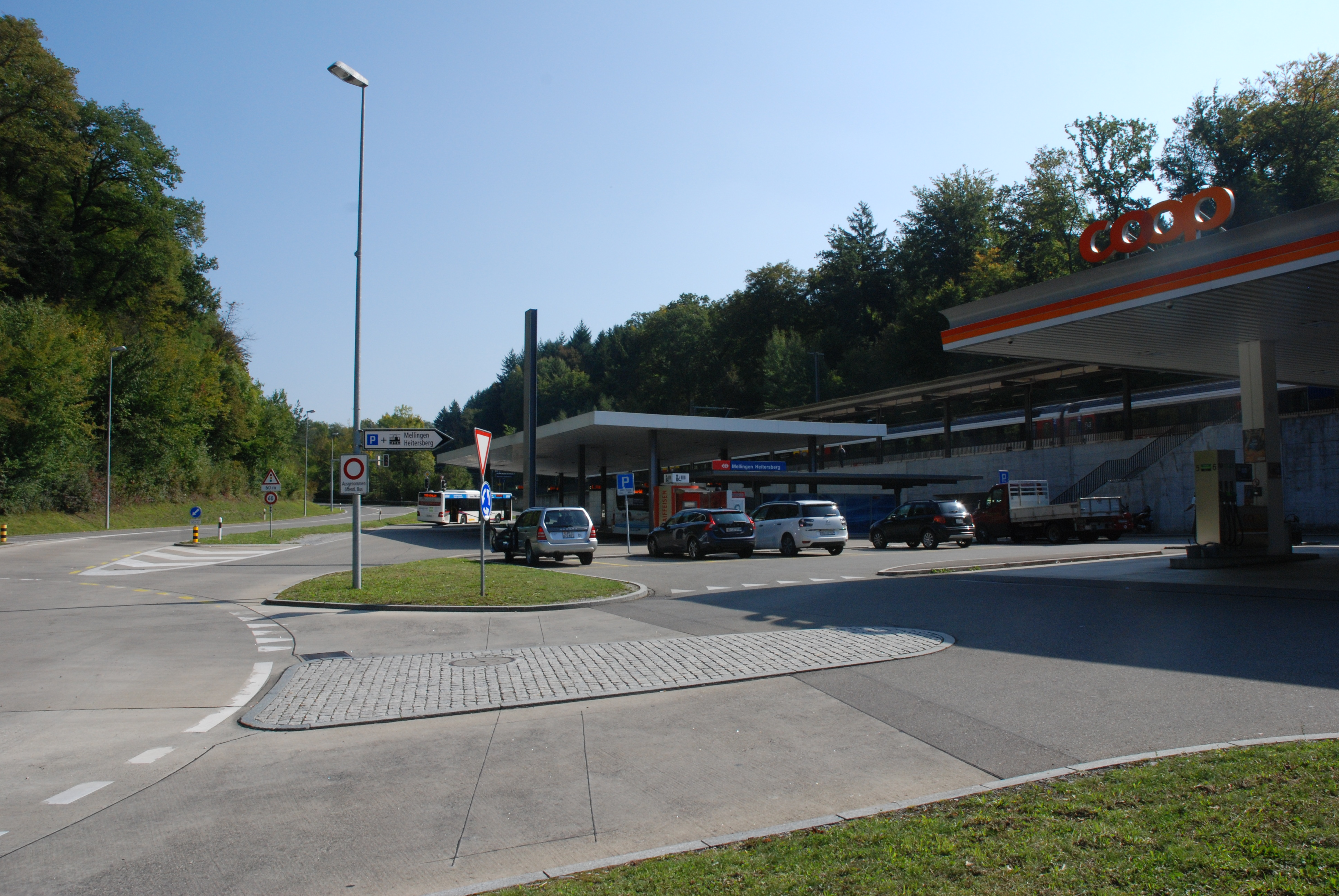
Überblick
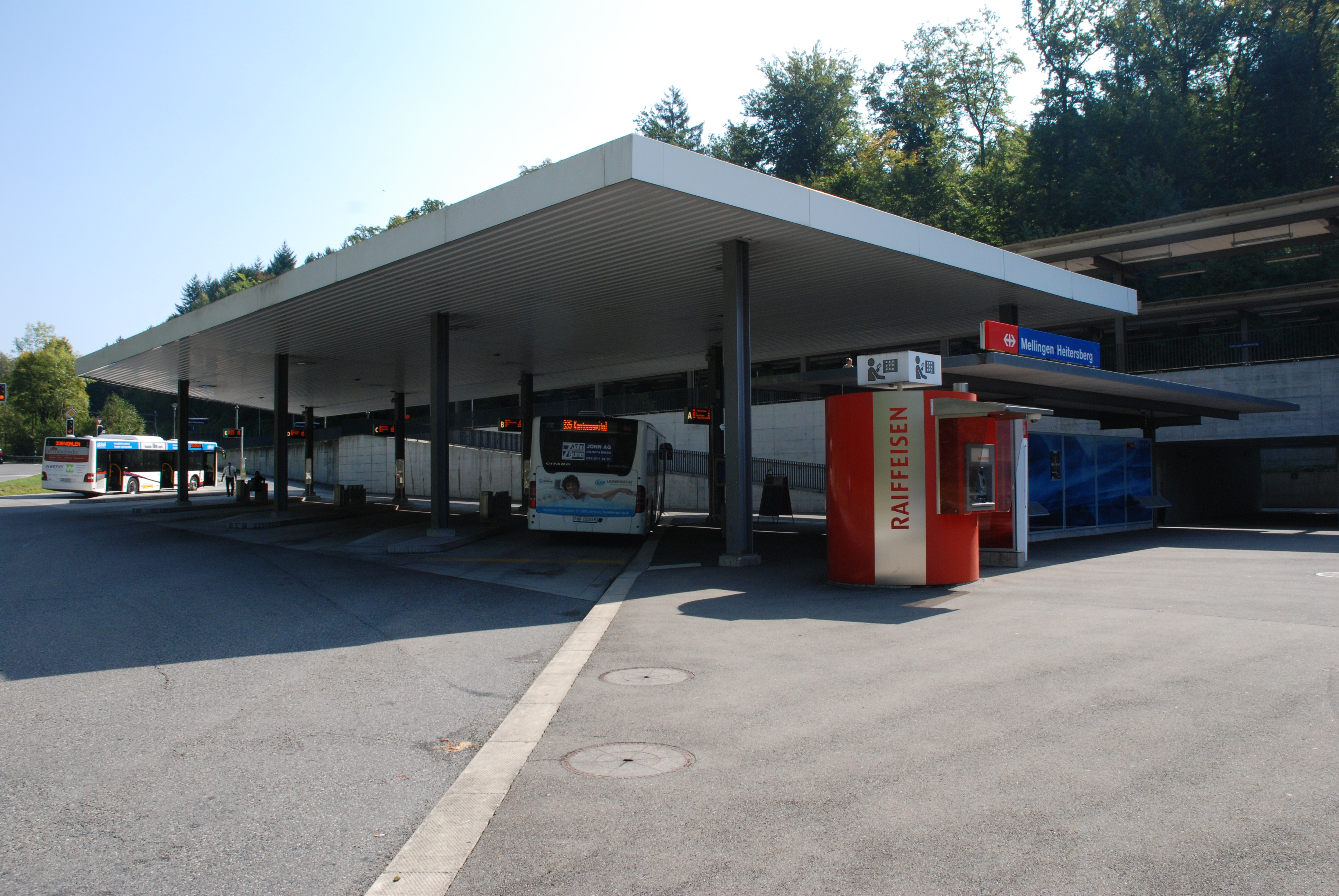
Busbahnhof
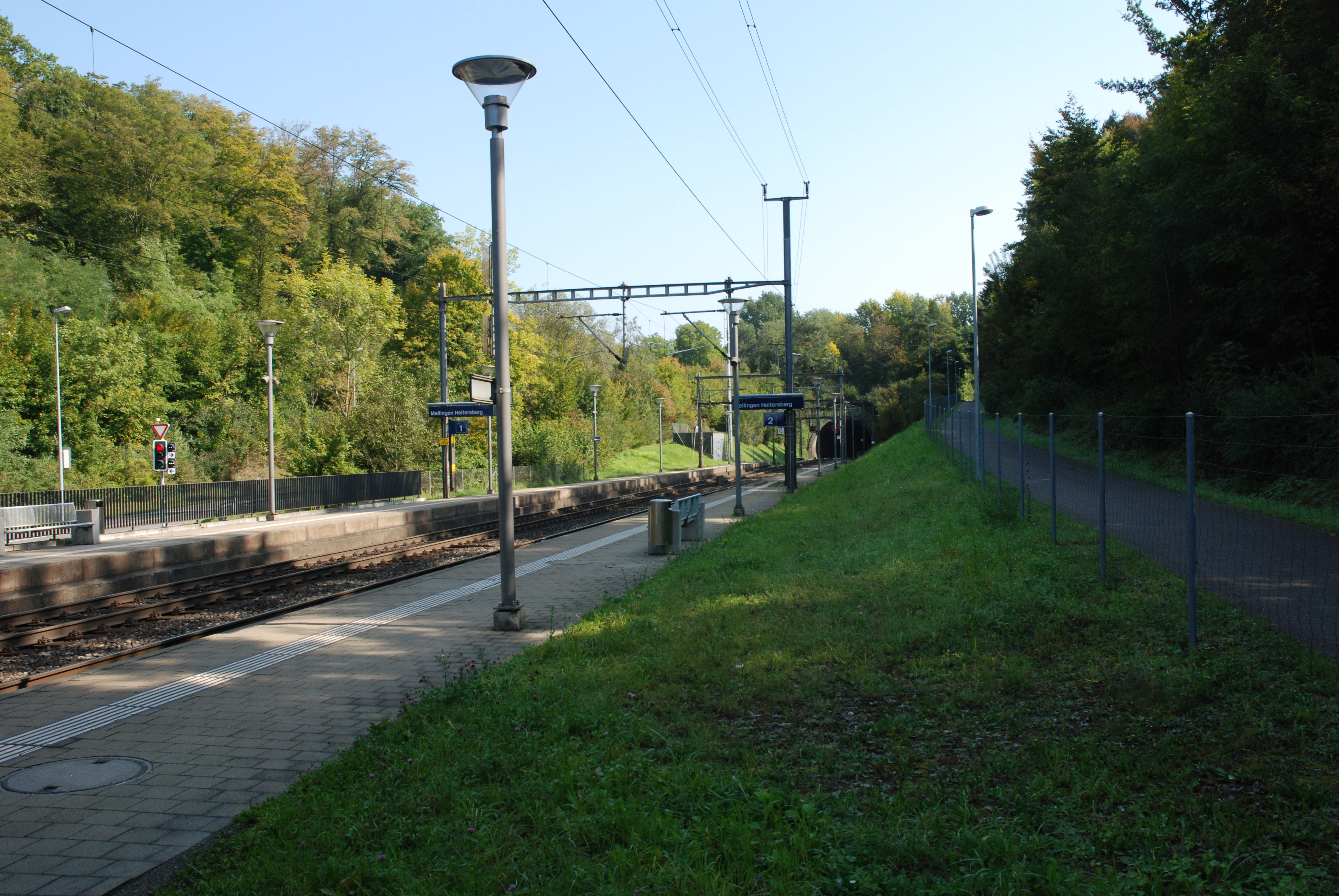
Blick Richtung Heitersbergtunnel
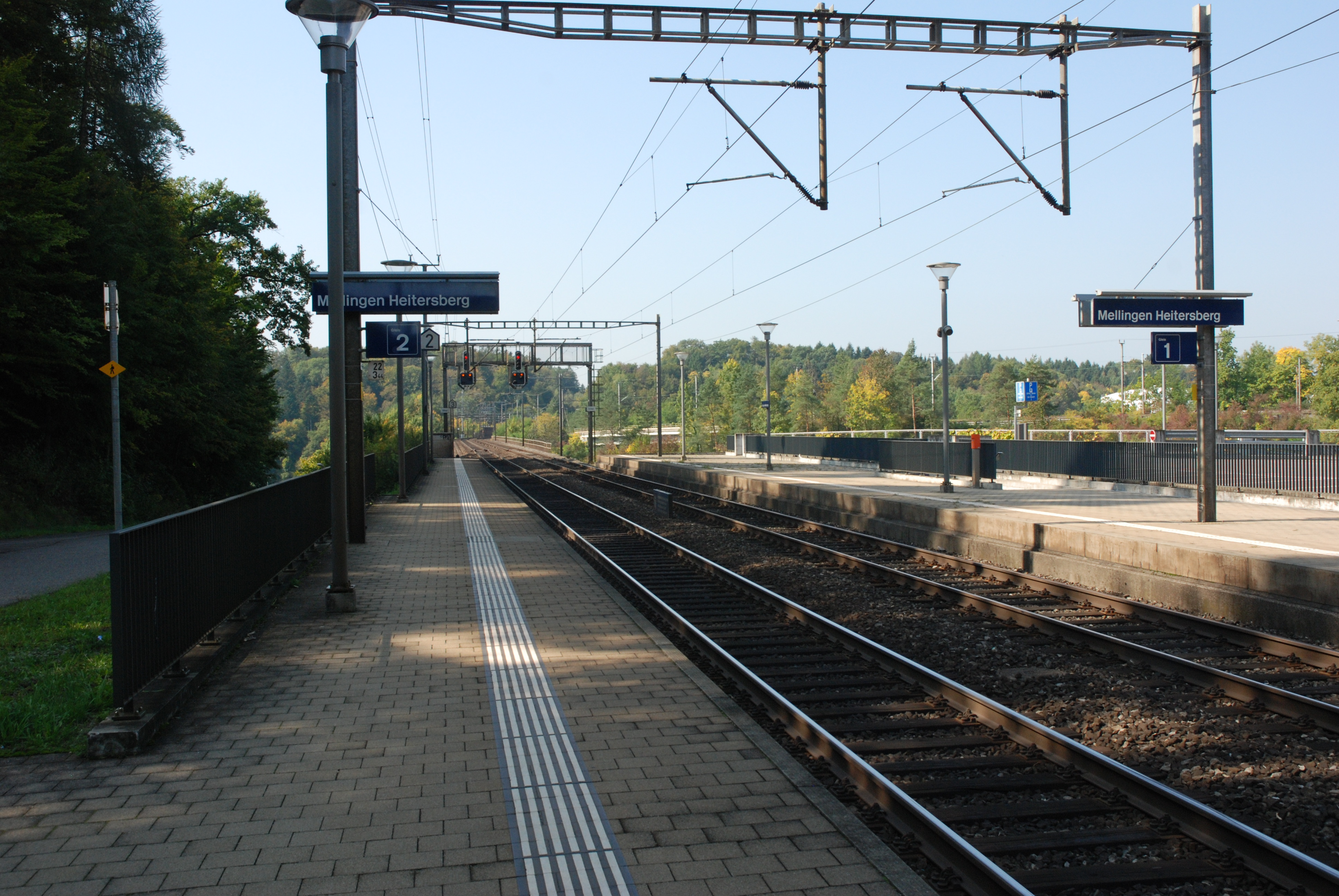
Blick Richtung Mägenwil
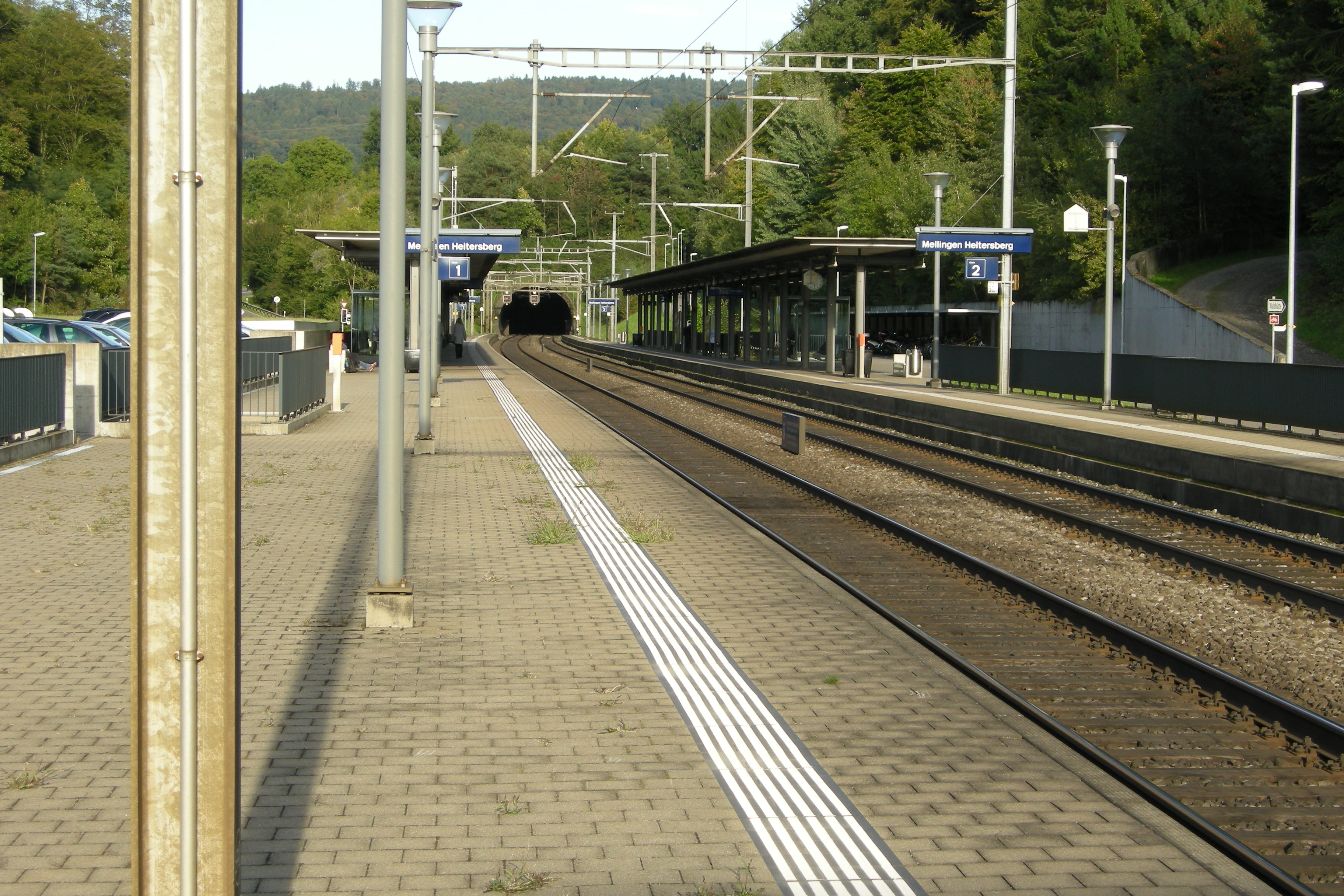
Bahnhof Gleis 1
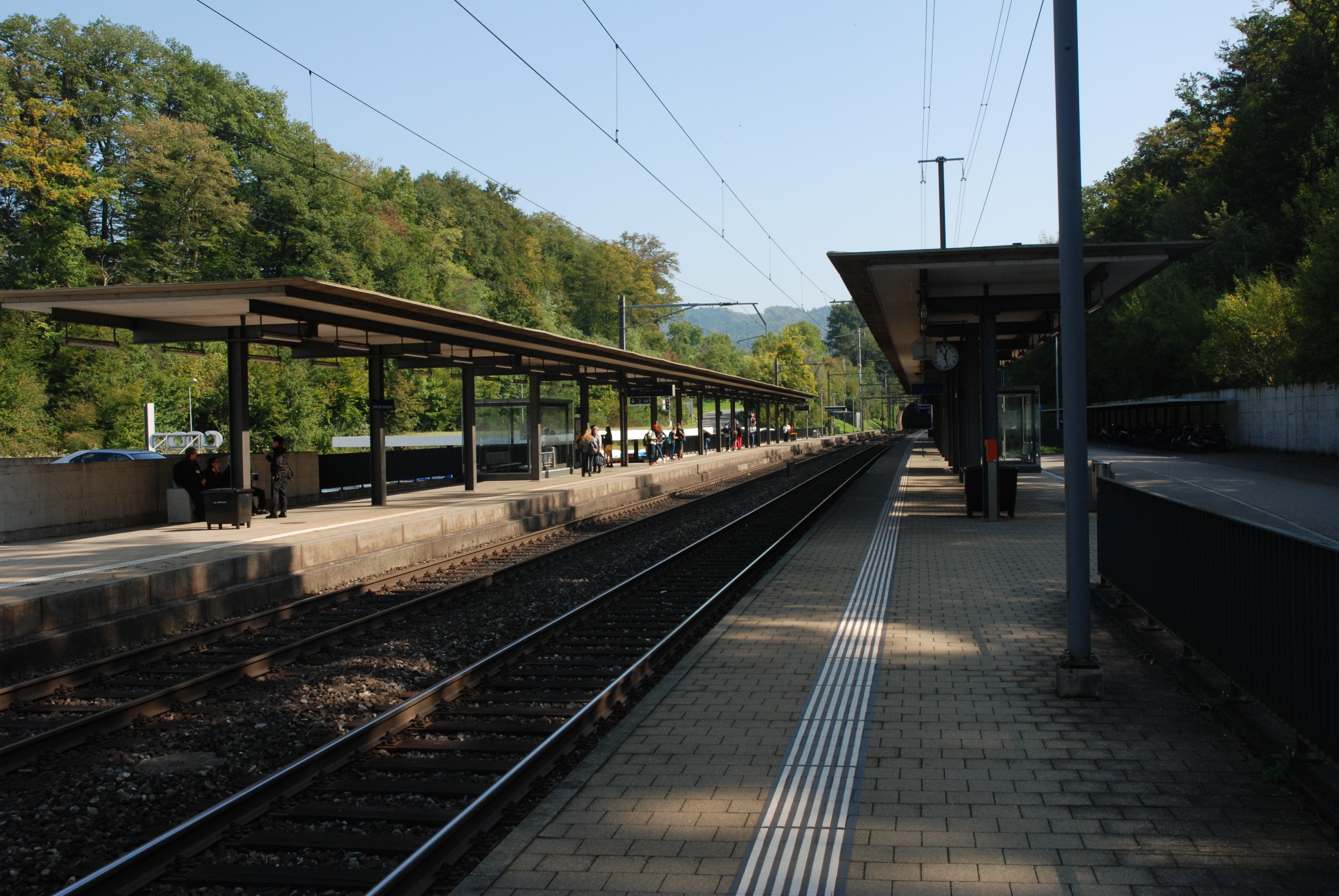
Bahnhof Gleis 2
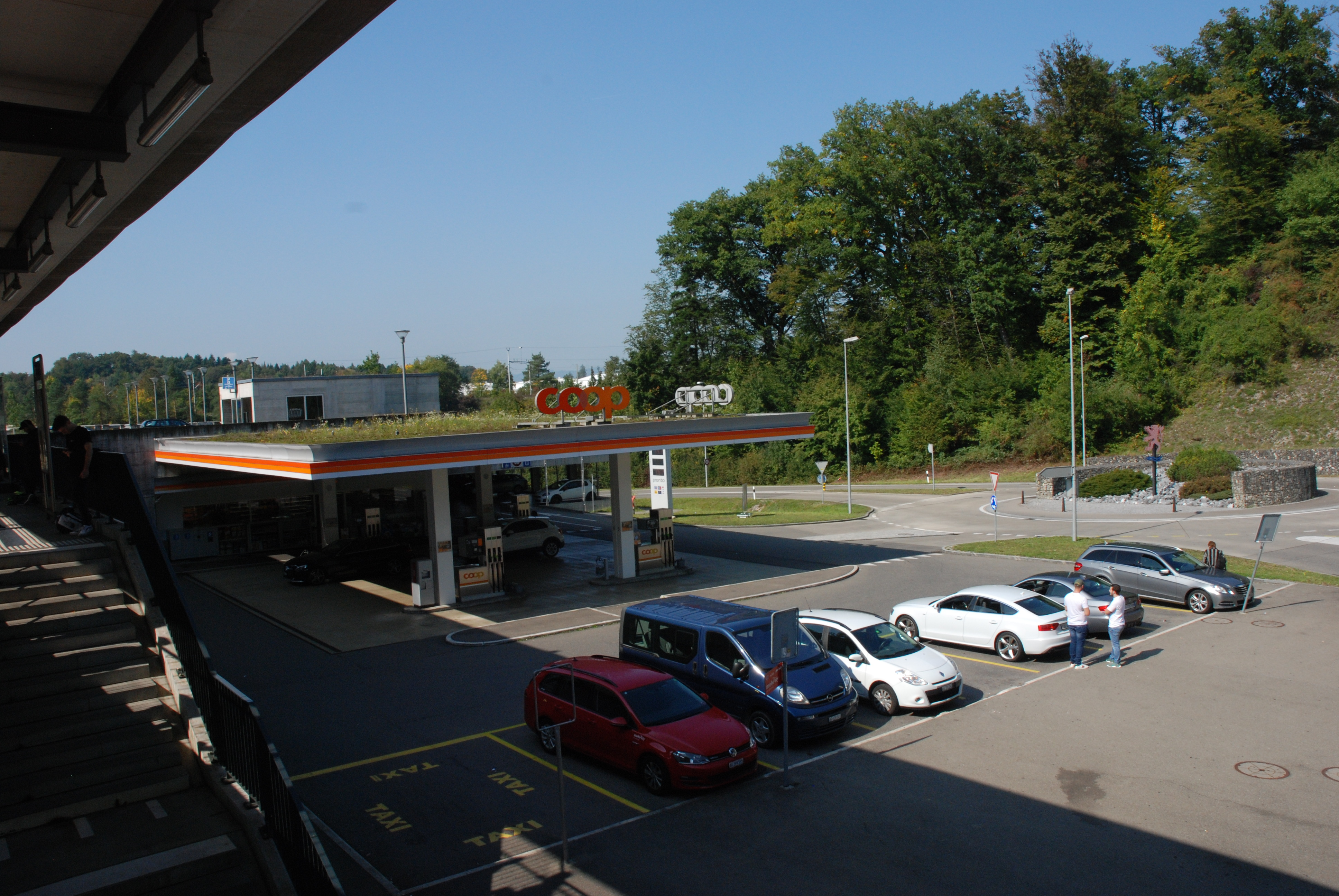
Coop Tankstelle und Coop Pronto mit Parkhaus im Hintergrund
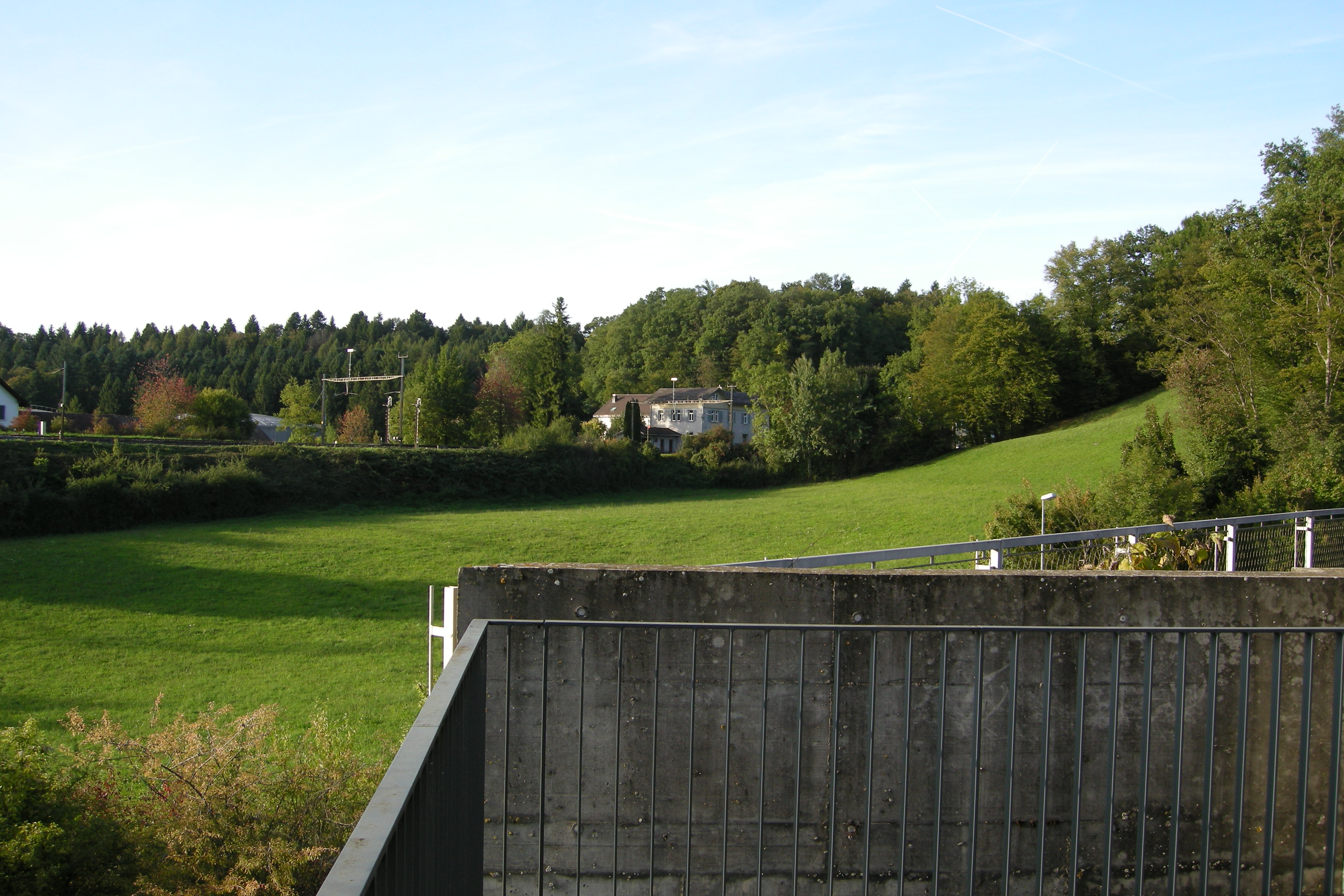
Blick zum alten Bahnhof Mellingen

## Angebot
Mellingen Heitersberg wurde von der Zürcher S3 (Aarau – Dietikon – Zürich HB – Effretikon – Wetzikon) bis zum Fahrplanwechsel im Dezember 2017 stündlich bedient. Zudem verkehrte in der Hauptverkehrszeit die S42 (Muri – Dietikon – Zürich Altstetten – Zürich HB), was einen Halbstundentakt ergab. Seit Dezember 2017 verkehrte die S3 in der Hauptverkehrszeit alle 30 Minuten. Der Halt der S42 entfiel seither. Bei den Pendlern regte sich dabei Widerstand, eine Petition forderte die Beibehaltung des Haltes. Am 9. Dezember 2018 wurde die S3 durch die S11 gemäss neuem Konzept der 4. Teilergänzung der S-Bahn Zürich ersetzt. Dazu mussten zuerst Anpassungen an den Bahnhöfen Othmarsingen (im Jahr 2016) und Mägenwil (im Jahr 2017) gemacht werden, damit auch dort 300 Meter lange Züge halten können. Am 10. Dezember 2023 wurde der ganztägige Halbstundentakt auf der S11 eingeführt.
Eine besondere Bedeutung spielt der Bahnhof Mellingen Heitersberg als Drehscheibe für den Busverkehr. Nicht weniger als sechs Postautolinien verbinden ihn mit verschiedenen Zielen in der Region Rohrdorferberg-Reusstal, die insbesondere während der Hauptverkehrszeit in einem dichten Takt verkehren. Ziele der Postautos sind Baden, Widen, Bremgarten, Mägenwil, das Kantonsspital Baden, Wohlen via Stetten und Brugg. Der Bahnhof Mellingen Heitersberg verfügt über ein Mobility-Carsharing-Angebot.

### S-Bahn Zürich
- S 11 Aarau – Lenzburg – Dietikon – Zürich HB – Stettbach – Winterthur – Seuzach/Sennhof-Kyburg (– Wila)
- SN11 Olten – Aarau – Mellingen Heitersberg – Dietikon – Zürich HB – Stettbach – Winterthur

### Postauto
- 331 Mellingen Heitersberg – Niederrohrdorf – Widen
- 332 Baden – Mellingen – Bremgarten
- 334 Baden – Mellingen – Mägenwil
- 335 Mellingen Heitersberg – Oberrohrdorf – Kantonsspital
- 336 Wohlen – Stetten – Mellingen Heitersberg
- 362 Brugg – Gebenstorf – Birmenstorf – Mellingen Heitersberg